# Абонементна скринька

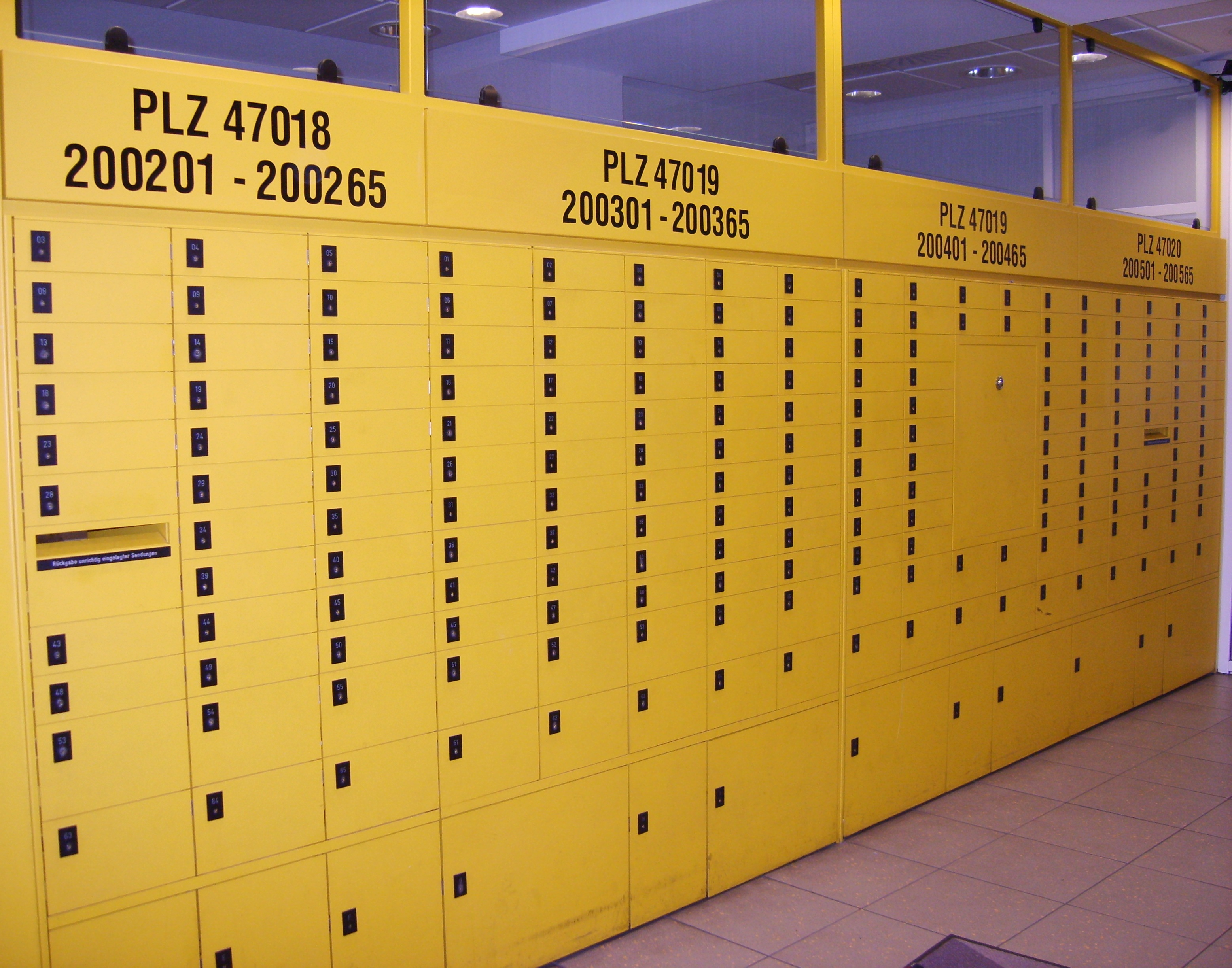

Абоне́ментна скри́нька — скринька із засобами для запобігання несанкціонованому доступу, що встановлюється в об'єктах поштового зв'язку і орендується адресатом на визначений термін для одержання на його ім'я поштових відправлень, поштових переказів, періодичних друкованих видань.
На відміну від абонентської поштової скриньки абонементна скринька міститься у філії поштового відділення, що забезпечує деяку анонімність, оскільки, окрім зазначення міста і номера абонентської скриньки, інформація про адресанта залишається нерозкритою.

## Джерело
- Закон України від 04.10.2001 № 2759-III «Про поштовий зв'язок» [Архівовано 3 вересня 2018 у Wayback Machine.]
- ГСТУ 45.029-2004. Зв'язок поштовий. Скриньки поштові. Загальні технічні умови.
- ДСТУ 4364:2004. Зв'язок поштовий. Скринька абонентська поштова. Шафа абонентська поштова. Шафа поштова з абонементними скриньками. Загальні технічні умови. Введений в дію 01.01.2006.